# 北京宏登足球俱樂部
北京宏登足球俱乐部，是中国一家已解散足球俱乐部。

## 历史
北京宏登成立于1997年，成立后一直在乙级联赛征战，直到2005年才夺得中乙亚军而升入中国足球甲级联赛。
2008年中甲联赛过半，副班长北京宏登的降级危险，曾经与江苏舜天的冲超形势同样也是"一枝独秀"，一场未胜仅积5分排名联赛榜尾。然而下半程之后，北京宏登一夜之间强势反弹，取得了十一轮不败的佳绩，最终幸运保级成功。
2009年7月，西班牙埃勒国际控股集团宣布通过收购成为俱乐部最大股东，球队冠名等都将更改，同时也使宏登成为中国足球罕见的“外资”俱乐部。
2010年2月，中乙球队北京八喜正式收购北京宏登并获得北京宏登队的2010年中国足球甲级联赛的参赛资格。北京宏登足球俱乐部解散。

## 曾使用名稱
- 1997-2002年 北京龙力
- 2003-2007 北京宏登
- 2008-2009 北京燕捷圣

## 著名球员
- 王安治
- 高雷雷
- 伊格尔

## 歷季成績
| 年份   | 聯賽級別 | 名次           | 場次 | 勝 | 和 | 負 | 得球 | 失球 | 積分 |
| ------ | -------- | -------------- | ---- | -- | -- | -- | ---- | ---- | ---- |
| 2003年 | 中乙     | 第7名/北区季军 | 10   | 4  | 4  | 2  | 11   | 6    | 16   |
| 2004年 | 中乙     | 四强/北区亚军  | 18   | 10 | 3  | 5  | 28   | 16   | 33   |
| 2005年 | 中乙     | 亚军/北区季军  | 14   | 6  | 4  | 4  | 20   | 14   | 22   |
| 2006年 | 中甲     | 第12名         | 24   | 4  | 7  | 13 | 18   | 40   | 19   |
| 2007年 | 中甲     | 第9名          | 24   | 6  | 6  | 12 | 21   | 31   | 24   |
| 2008年 | 中甲     | 第12名         | 24   | 5  | 11 | 8  | 24   | 24   | 26   |
| 2009年 | 中甲     | 第11名         | 24   | 5  | 7  | 12 | 26   | 36   | 22   |

- 乙级联赛成绩为分区赛成绩，不包括决赛阶段淘汰赛成绩。